# Яна Черна
Яна Черна (на чешки: Jana Černá) е чешка поетеса, художничка и писателка.

## Биография и творчество
Яна Черна, с рожд. име Яна Крейчарова (Jana Krejcarová), е родена на 14 август 1928 г. в Прага, Чехословакия, в семейството на авангардния архитект Яромир Крейчар и журналистката Милена Йесенска. Баща ѝ построява сграда за богатите си клиенти на ул. „Французка“ в Прага, като на последния етаж прави апартамент и студио за семейството. Родителите ѝ се развеждат през 1934 г. след като баща ѝ заминава в Съветския съюз и се жени там. Отгледана е от майка си, която я нарича „Хонза“ и я посвещава дори в дейностите на Съпротивата. Учи в реална гимназия от 1938 г. В периода 1942 – 1944 г. учи в графичното училище. След смъртта на майка си през 1944 г. в концентрационния лагер „Равенсбрюк“, израства под надзора на дядото си Ян Йесенски. През учебната 1946 – 1947 г. завършва една година в Консерваторията при Франтишек Максиан.
След смъртта на дядо си през 1947 г. наследява значителна сума пари и избира бохемския начин на живот без постоянна заетост. Получава доходи от писане и работа от време на време, вкл. като чистачка, трамваен водач, и кухненски помощник. През 1950 г. е осъдена на шест месеца условно по политически причини.
Участва в дейностите на сюрреалистите около Карел Тейге и Вратислав Ефенбергер. През 1949 г. допринася със стихове за сюрреалистичната антология „Еврейски имена“ под псевдонимите Сара Силберщайн и Гала Маларме, като заедно с Егон Бонди организират първата чешка публикация в самиздат. През първата половина на 50-те години публикува свои материали и в изданието самиздат „Půlnoc“.
През 60-те години пише за списанията „Divoké víno“ и „Literární noviny“ под псевдонима Хонза. След 1950 г. си сътрудничи с Иво Водселяк, Микулаш Медек, Збинек Секал и Егон Бонди.
Първият ѝ роман „Hrdinství je povinné“ (Героизмът е задължителен) е издаден през 1964 г. В него опитва различен поглед върху изграждането на младостта от представената така наречена строителна проза, с мотиви на абсурд и отчуждение.
Пише също стихове или разкази, които са публикувани в „Květy“ или в „Svět“. Издава още няколко книги, като най-известната е биографичната „Адресатът Милена Йесенска“ от 1969 г. Книгата за майка ѝ е отпечатана, но заради събитията в Чехословакия през 1969 г. е унищожена и само един екземпляр е изнесен тайно от страната. Отпечатана е в Чехия през 1991 г.
Първият ѝ брак с актьора Павел Габриел е кратък, защото той емигрира в Израел. След него има връзка с писателя Егон Бонди, но не се женят. Омъжва се за социолога Милош Черна, с когото имат 4 деца. През 1961 г. се омъжва за Ладислав Липански.
Има общо пет деца – Ян, Мартин, Франтишек, Терезие и Штепан. Но повечето от родителите не се грижат за децата и те попадат в сиропиталище. В периода 1966 – 1967 г. е осъдена на една година за пренебрегване на родителските грижи на най-малкото дете и затворена в Пардубице.
За четвърти път се омъжва през 1969 г. за художника Даниел Ладман, с когото живеят в провинцията. Там през 70-те години се занимава с приложно изкуство, шиене на туники и блузи от батик, правене на фигурални релефи от гипс като копия на плочки или плочки, като и двете продава с голямо търговско майсторство.
Яна Черна умира при автомобилна катастрофа (челен сблъсък на колата, управлявана от съпруга ѝ Даниел, с камион, превозващ трупи) на 5 януари 1981 г. в Прага. Аутопсията ѝ показва, че е била болна от рак с разсейки по цялото тяло.
През 1993 г. австрийските режисьори на документални филми Надя Сееличова и Бернд Нойбургер заснемат документален филм за нея „Sie sass im Glashaus und warf mit Steinen“ (Тя седеше в оранжерия и хвърляше камъни), състоящ се от свидетелства от нейните близки приятели – Егон Бонди, Иво Водселялек и Йохана Кохнова.

## Произведения
- Hrdinství je povinné (1964)
- Nebyly to moje děti ... (1966)
- Adresát Milena Jesenská (1969)
- V zahrádce otce mého (1988) – поетичен цикъл
- Clarissa a jiné texty (1990) – написан през 1951 г.
- Tohle je skutečnost (2016) – пълен сборник на произведенията ѝ: нейната ранна еротична поезия от 40-те години, писмата ѝ до Егон Бонди, романите „Героизмът е задължителен“ и „Те не бяха моите деца“, и много разкази, публикувани през 60-те години само в списания.